# تريفور روبنسون
تريفور روبنسون (بالإنجليزية: Trevor Robinson)‏ هو لاعب كرة قدم أمريكية أمريكي، ولد في 16 مايو 1990 في كيارني في الولايات المتحدة.

## وصلات خارجية
- تريفور روبنسون على موقع مرجع كرة القدم المحترفة.كوم (الإنجليزية)